# Ein Tag im Jahr
Ein Tag im Jahr ist ein Buch von Christa Wolf.
Christa Wolf folgte 1960 einem Aufruf der Moskauer Zeitung Iswestija, den 27. September 1960 zu beschreiben. Die Idee ging zurück auf einen vergleichbaren Aufruf von Maxim Gorki aus dem Jahre 1936, der unter dem Titel Ein Tag der Welt in der damaligen Sowjetunion große Popularität erlangte.  Christa Wolf beließ es nicht nur bei dem 27. September 1960. Sie beschrieb fortan jeden 27. September bis zum Jahre 2000. 2003 veröffentlichte sie die Tagebucherzählungen unter dem Titel Ein Tag im Jahr (1960–2000).  Es entstand eine Sammlung intimer autobiografischer Erzählungen, die ihre Authentizität durch ihre Erstellung zum jeweiligen Zeitpunkt erzielen, anders als bei herkömmlichen Autobiografien, die meist Jahrzehnte später geschrieben werden. Ein Tag im Jahr ist darüber hinaus Zeitzeugnis der deutsch-deutschen Geschichte.
Christa Wolf setzte diese spezielle Tagebuchform auch nach der Veröffentlichung des ersten Bandes bis zu ihrem Tod fort. 2013 wurde aus dem Nachlass ein Nachfolgeband mit dem Titel Ein Tag im Jahr im neuen Jahrhundert veröffentlicht, der ihre Notate zum 27. September der Jahre 2001 bis 2011 enthält, herausgegeben von Gerhard Wolf.